# Vereniging Natuurmonumenten

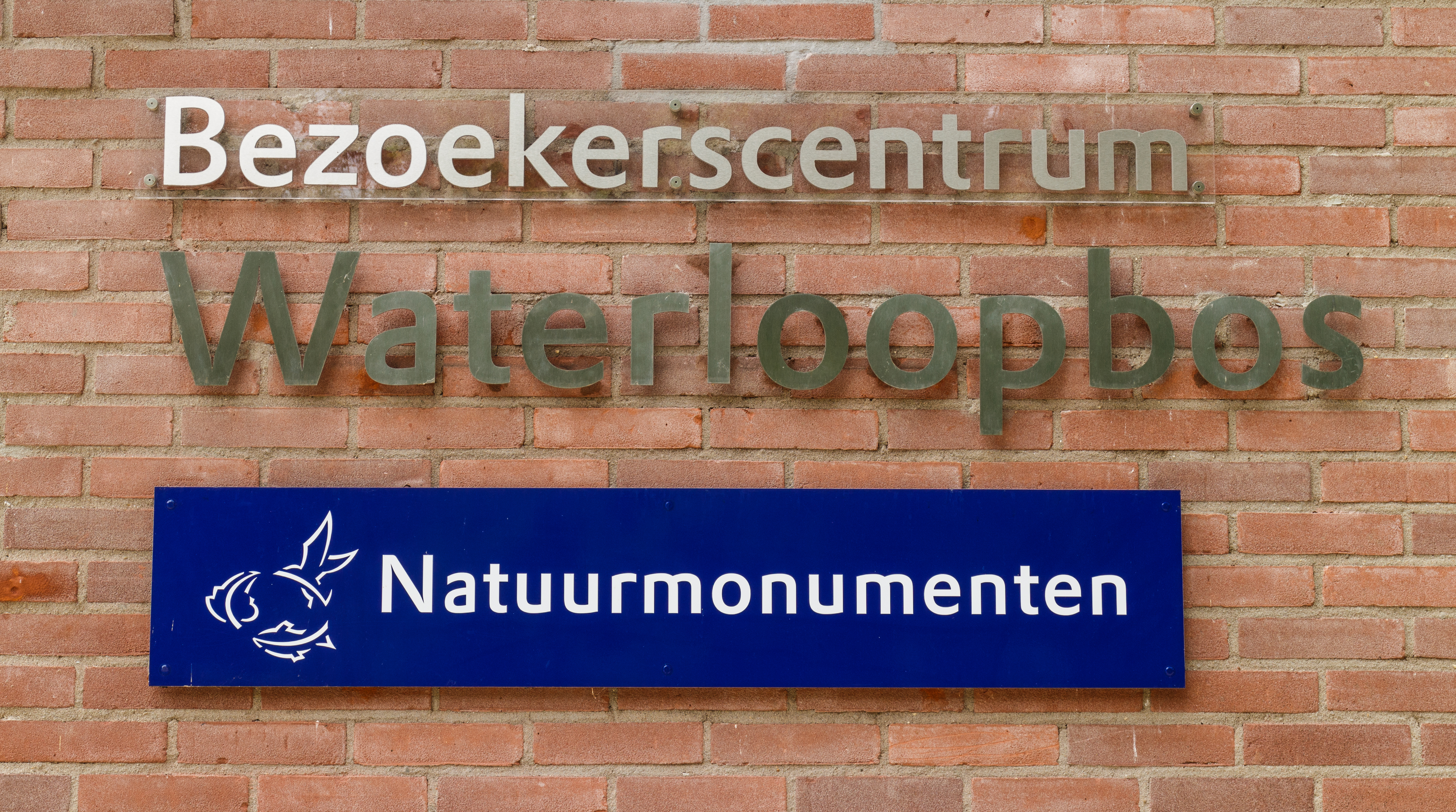

Vereniging tot Behoud van Natuurmonumenten in Nederland ist eine niederländische gemeinnützige Organisation mit Sitz in 's-Graveland.
Die Organisation wurde 1905 von Jac. P. Thijsse gegründet. Sie kauft, schützt und verwaltet Naturschutzgebiete in den Niederlanden. Das erste Gebiet, das die Organisation 1905 kaufte, diente dazu, das Naardermeer (bei Naarden) in Nordholland zu schützen. 2010 verwaltete sie 355 Areale mit einer Gesamtfläche von 1029,51 km². Das größte ist De Wieden (58,47 km²), das kleinste Fort Ellewoutsdijk (0,01 km²). Ihr gehören 1700 Gebäude, von denen 250 Baudenkmäler sind. Sie hatte 2010 768.000 Mitglieder.

## Auszeichnungen
- 1986 „Gouden Ganzenveer“ (Goldener Gänsekiel)